# Encoder multigiro
L'encoder multigiro (o multiturn) è un trasduttore di posizione angolare formato da un disco trasparente, con alcuni settori opacizzati, solidale all'albero di cui si vuole misurare lo spostamento angolare. Ruotando in mezzo ad una coppia LED-fotodiodo l'alternanza di zone trasparenti e opache determina la generazione di una serie di segnali elettrici binari, in base ai quali, mediante un'opportuna codifica, si può risalire alla grandezza cercata. L'encoder multigiro permette inoltre di determinare il numero di giri compiuti dall'albero e, di conseguenza, di stabilire la sua velocità di rotazione. 
Il conteggio del numero di giri può essere fatto con una serie di ingranaggi, in cui la ruota dentata primaria, solidale con l'albero e con il disco dell'encoder, va a sua volta a ingranare con varie altre. L'encoder combina elettronicamente l'uscita di tutti i dischi realizzando, così, un contagiri dell'albero.
Gli encoder di questa categoria sono costituzionalmente di dimensioni maggiori rispetto ai normali monogiro, dovendo contenere nel loro alloggiamento un treno d'ingranaggi. I rotismi metallici, poi, sono resistenti alle alte velocità, ma sono altresì sensibili alle interferenze elettromagnetiche. I primi tentativi di utilizzare ingranaggi di plastica sono falliti a causa della facilità d'usura di tale materiale; nuovi tipi di plastiche, tuttavia, hanno  permesso di realizzare encoder multigiro affidabili. Cuscinetti appositamente progettati permettono poi il funzionamento ad alte velocità, senza peraltro incorrere in fenomeni d'interferenza elettromagnetica, oltre a ridurre le dimensioni complessive dell'intero componente.